# Mokona

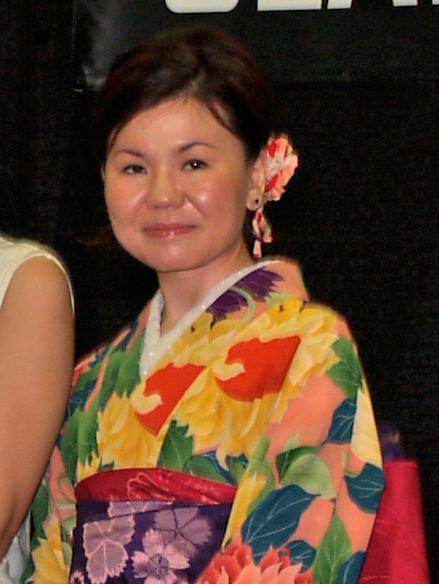
Mokona auf der Anime Expo in Los Angeles 2006.

Mokona (japanisch もこな, * 16. Juni 1968 in Kyōto) ist eine japanische Mangaka und Illustratorin. Sie ist Teil des Künstlerinnenkollektivs Clamp und war bis 2004 unter dem Namen Mokona Apapa bekannt. 

## Werdegang und Werk
In der 1989 gegründete Zeichnerinnen-Gruppe Clamp hat Mokona die Funktion der Chefzeichnerin. So war sie in der Regel für die Zeichnungen der Mangas verantwortlich. Immer wieder arbeitete sie dabei, vor allem für kurze Geschichten, mit Tsubaki Nekoi zusammen. Neben den Arbeiten an Mangas entwarf Mokona Designs und Illustrationen unter anderem für die Anime-Serien Card Captor Sakura, Card Captor Sakura Clear Card Arc und Tsubasa – Reservoir Chronicle, die auf den Manga-Serien der Gruppe basieren. 2004 legte sie den Nachnamen ihres Pseudonyms ab, der er zu unreif klinge.

## Bibliografie (Auswahl)
- 20 Masken!! (20面相におねがい!! Nijūmensō ni Onegai, 1989–1991, 2 Bände, Zeichnungen)
- RG Veda (聖伝 RG VEDA Seiden RG Veda, 1989–1996, 10 Bände, Leitung und Zeichnungen)
- Tokyo Babylon (東京BABYLON Tōkyō Babylon, 1990–1993, 7 Bände, Zeichnungen)
- Justice Guards Duklyo (学園特警デュカリオン Gakuen Tokukei Duklyon, 1991, 2 Bände, Zeichnungen)
- Die Schneeprinzessin (白姫抄 Shirahime-Sho, 1992, 1 Band, Zeichnungen)
- Clamp School Detectives (CLAMP学園探偵団 CLAMP Gakuen Tanteidan, 1992–1993, 3 Bände, Zeichnungen)
- X (エックス Ekkusu, 1992–2003, 18 Bände, Zeichnungen)
- Magic Knight Rayearth (魔法騎士レイアース Majikku Naito Reiāsu, 1993–1996, 3 Bände, Zeichnungen)
- Hidarite (左手, 1994, Kurzgeschichte, Zeichnungen)
- Miyuki-chan im Wunderland (不思議の国の美幸ちゃん Fushigi no Kuni no Miyuki-chan, 1995, Kurzgeschichte, Zeichnungen)
- Clover (1997–1998, 4 Bände, Zeichnungen)
- Angelic Layer (機動天使エンジェリックレイヤー Kidō Tenshi Enjerikku Reiyā, 1999–2001, 5 Bände, Zeichnungen)
- Chobits (ちょびっツ, 2000–2002, 8 Bände, Zeichnungen)
- ×××HOLiC (XXX ホリック, 2003–2011, 23 Bände, Zeichnungen mit Tsubaki Nekoi)
- Kobato. (ちょびっツ, 2006–2011, 6 Bände, Zeichnungen)